# Anaïs Amade
Anaïs Amade est une skieuse nautique, née le 6 avril 1981 à Toulouse, dans la Haute-Garonne.

## Biographie
Licenciée dans le département voisin de Tarn-et-Garonne, au club de Moissac, elle est la fille de l'ancien président de la Fédération française de ski nautique.
Présente en équipe de France depuis 1995, Anaïs est devenue le 23 août 2009 championne d'Europe de slalom en ski nautique à Vallensbaek (Danemark). Elle remporte son troisième titre en individuel dans cette discipline après ceux de 2004 et 2007.
Elle devient également vice-championne du monde à Calgary (Canada), la même année.